# Casey Moss
Casey Allen Moss es un actor y cantante estadounidense nacido el 16 de noviembre de 1993 en Hanford, California. Es conocido por interpretar a JJ Deveraux en Days of Our Lives.

## Biografía
Moss nació en Hanford, California pero fue criado en Chandler, Arizona y más tarde se mudó a Los Ángeles, California. A la edad de doce años comenzó a tomar clases para aprender a tocar la guitarra. Su pasión por la música lo llevó a tomar clases de actuación.

### Carrera
Moss ha formado parte de varias bandas desde su adolescencia pero todas se desintegraron. Desde 2014 es el vocalista y guitarrista principal de la banda Eyes of One.
En mayo de 2013, se dio a conocer que fue elegido para interpretar a Jack JJ Deveraux en el serial televisivo Days of Our Lives. Moss obtuvo el papel tras participar en su cuarta audición. Interpreta a Tyler Dean en Youthful Daze.

## Filmografía
| Televisión    | Televisión        | Televisión                     | Televisión       |
| Año           | Título            | Rol                            | Notas            |
| ------------- | ----------------- | ------------------------------ | ---------------- |
| 2013-presente | Days of Our Lives | Jack Patrick JJ Deveraux, hijo | Elenco principal |
| 2015          | Youthful Daze     | Tyler Dean                     | Elenco principal |